# Haworthia springbokvlakensis
Haworthia springbokvlakensis là một loài thực vật có hoa trong họ Măng tây. Loài này được C.L.Scott mô tả khoa học đầu tiên năm 1970.